# Monte Guanyin (Nueva Taipéi)
Monte Guanyin, Monte Kwan-in o Kwaninshan (觀音山T, 观音山S, Guānyīn ShānP) es una montaña volcánica inactiva en el distrito de Wugu, Nueva Taipei.

## Nombre
El volcán lleva el nombre del Bodhisattva femenino de la Compasión Guanyin.

## Geología
La montaña es un volcán inactivo con una altura de 616 metros.

## Instalaciones
Hay nueve rutas de senderismo en la montaña para que los excursionistas puedan escalar.